# 가도카와 (기업)

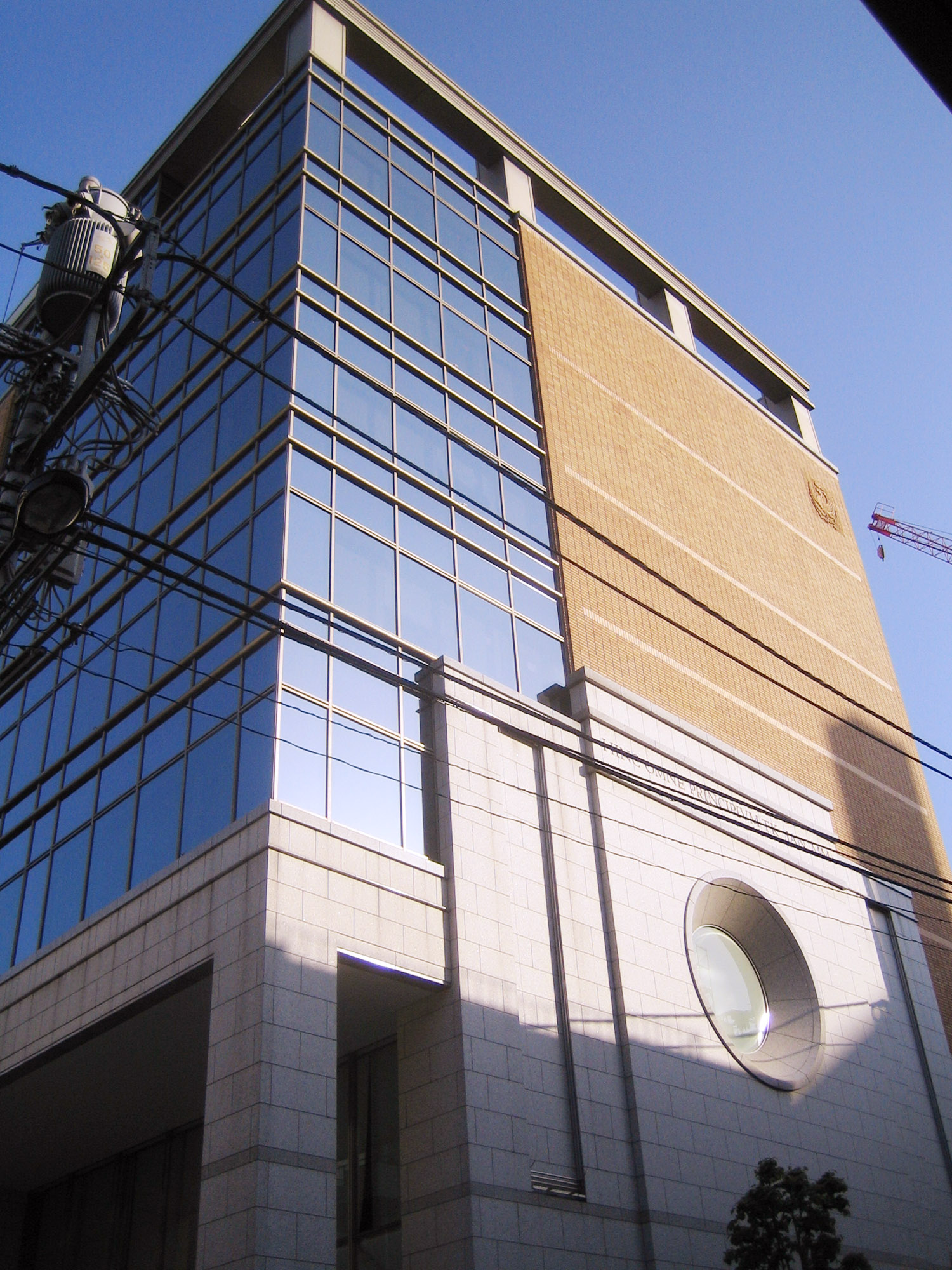
카도카와 본사

주식회사 가도카와(株式会社KADOKAWA)는 일본의 미디어 그룹 집단으로 구성된 기업이다. 2014년 10월 1일에 KADOKAWA와 디완고의 합병으로 가도카와 디완고라는 이름으로 설립되었다. 2019년 7월 1일에 현재 사명이 변경되며 카도카와 그룹의 지주회사가 되었다.
2021년 기준 가도카와의 최대 주주는 대한민국의 메신저 기업 카카오이다.

## 같이 보기
- 아스키 미디어 웍스